# 繊維素性炎症
繊維素性炎症（せんいそせいえんしょう）とは、滲出物が多量のフィブリノゲンを含む血漿でなる炎症のこと。
生体組織の滲出液中で繊維素（フィブリン）が析出し細網伏をようし、漿膜、粘膜、肺などに好発する。
また、粘膜の繊維素性炎症は、咽頭、喉頭、気管支、腸管などで好発し、粘膜上皮が壊死することが多く、粘膜面に繊維素を析出し壊死細胞や白血球と共に凝固する。
膜様物を形成するので偽膜性炎ともいう。
肺では、肺胞に繊維素の滲出がみられるので大葉性肺炎がある。
心臓では、心臓の漿膜に起こってフィブリンが絨毛のように付着する絨毛心がある。
析出された繊維素は、繊維素溶解現象（fibrinolysis）により吸収される。この現象過程が阻害されると瘢痕が残る場合がある。